# Drapeau de la Thaïlande
Le drapeau de la Thaïlande est le drapeau civil, le drapeau d'État, le pavillon marchand et le pavillon d'État du royaume de Thaïlande. Adoptée le 28 septembre 1917 par décret du roi Rama VI, la version actuelle du drapeau thaïlandais présente trois couleurs en cinq bandes horizontales (son nom thaï est ธงไตรรงค์, Thong Trairong, signifiant tricolore) : le rouge pour la nation, le blanc pour la foi et la pureté du bouddhisme theravada et enfin le bleu pour la monarchie. Le bleu, couleur de Rama VI, remplace la bande centrale rouge du drapeau précédent, peut-être pour rappeler l'engagement du Siam dans la Première Guerre mondiale aux côtés de la France et de la Grande-Bretagne. 
Le premier drapeau national du Siam connu par les historiens via plusieurs chroniques date de l'époque du roi Narai (1656-1688) : c'est un drapeau rouge, couleur qui était l'apanage de l'aristocratie. En 1802, Rama II y ajoute un éléphant blanc entouré d'une roue dont les éléments symbolisaient la proue de ses navires selon une source journalistique ou plutôt d'une roue de Vishnou (Chakra) selon une source académique. Puis en 1851, Rama IV fait retirer la roue pour des raisons de visibilité : c'est donc alors un drapeau rouge avec un éléphant blanc. Autrefois présent, l'éléphant blanc, symbole de la dynastie Chakri, ne figure plus désormais que sur le drapeau de sa marine de guerre.

Drapeau du Siam 1817-1855
Drapeau du Siam 1855-1916
Drapeau civil et pavillon civil du Siam 1916-1917

## Pavillon

Pavillon naval 1917-présent
Pavillon de beaupré de la Thaïlande 1917-présent